# Ши Цзунь
Ши Цзунь (кит. 石遵, пиньинь Shí Zūn, ?—349) — император государства Поздняя Чжао, пробыл на троне всего 183 дня.

## Биография
Ши Цзунь был сыном Ши Ху от матери его старшего сына Чжэн Интао. Когда Ши Ху после смерти Ши Лэ усадил в 333 году на трон Ши Хуна, то заставил его сделать всех своих сыновей князьями — и Ши Цзунь стал «Циским князем» (齊王). В 334 году Ши Ху сел на трон сам, а в 337 году понизил всех своих сыновей (кроме старшего Ши Суя) в ранге до гунов — и Ши Цзунь стал Пэнчэн-гуном (彭城公). Ши Суй был объявлен наследником престола, и его мать Чжэн Интао стала императрицей, однако затем Ши Суй был казнён за планирование заговора против отца, и императрица Чжэн была понижена в ранге.
Во время правления Ши Ху был занят командованием войсками. Когда в 348 году Ши Ху казнил второго наследника престола — Ши Сюаня — за то, что тот убил своего брата Ши Тао, то снова возник вопрос о наследнике престола. Придворный Чжан Чай смог убедить Ши Ху сделать наследником самого младшего из сыновей — Ши Ши. В 349 году Ши Ху провозгласил себя императором, и Ши Цзунь был повышен в ранге до князя, став Пэнчэнским князем (彭城王).
Когда летом 349 года Ши Ху был уже при смерти, несмотря на то, что изначально он планировал сделать регентами своих сыновей Ши Цзуня и Ши Биня, Чжан Чай и императрица Лю смогли подделать указы, приказывающие казнить Ши Биня, а Ши Цзуня отправить в Гуаньчжун. После смерти Ши Ху Ши Ши был возведён на престол, а вдовствующая императрица Лю заняла пост регента и стала управлять страной вместе с Чжан Чаем. Однако Ши Цзунь вместе с рядом поддержавших его генералов прибыл в столицу Ечэн, убил Чжан Чая и сместил Ши Ши и вдовствующую императрицу Лю, а трон занял сам. Ши Ши получил титул «Цяоский князь» (譙王), а вдовствующая императрица Лю стала вдовствующей княгиней Цяо. Вскоре после этого, однако, по приказу Ши Цзуня они были казнены.
Ши Цзунь провозгласил наследником престола Ши Яня — сына Ши Биня, чем разочаровал своего приёмного племянника Ши Миня. Тем не менее Ши Минь возглавил силы, которые Ши Цзунь направил против своего брата Ши Чуна, обвинившего Ши Цзуня в убийстве законного правителя Ши Ши. После разгрома Ши Чуна Ши Минь захотел больше власти, но Ши Цзунь ему в этом отказал. Чувствуя слабость центрального правительства, генералы на местах начали постепенно дистанцироваться от центра, а Ранняя Янь и Восточная Цзинь — планировать вторжение.
Ши Цзунь собрал под эгидой вдовствующей императрицы Чжэн прочих князей, и объявил им о намерении казнить Ши Миня. Вдовствующая императрица Чжэн выступила против этого, и Ши Цзунь отступил, но Ши Цзянь проинформировал Ши Миня о планах Ши Цзуня, и тот решил действовать на опережение: он арестовал и казнил Ши Цзуня, и возвёл на трон Ши Цзяня.